# Leinwandbindung

Bindungspatrone einer Leinwandbindung:
rot = Kettfäden
weiß = Schussfäden
schwarz = Bindungsrapport

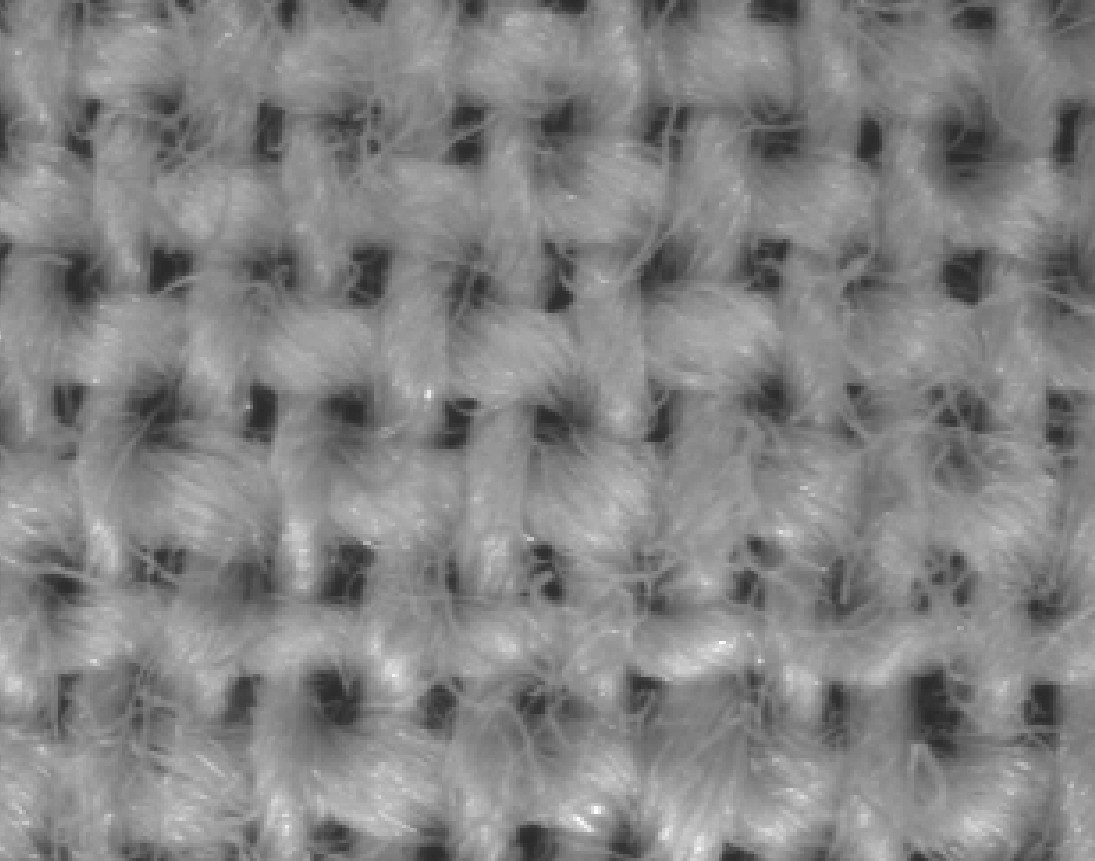
Leinwandgewebe unter dem Mikroskop

Die Leinwandbindung (von Leinen) ist die einfachste der drei Grundbindungen beim Weben. Sie ist die ursprünglichste und einfachste Bindungsart, die sich aus dem Flechten entwickelt hat. Jeder Kettfaden (Kette) liegt abwechselnd über und unter einem Schussfaden (Schuss) und jeder Schussfaden abwechselnd über und unter einem Kettfaden.
Andere Bezeichnungen sind:
- Taftbindung für Seidengewebe oder jünger auch Gewebe aus Filamentgarnen
- Tuchbindung für Gewebe aus (gewalkter) Wolle
- Kattunbindung bei den Baumwollwebern
- Hessianbindung in der Juteweberei[2]

## Beschreibung
Kein anderes Gewebe weist eine so enge Verkreuzung von Kett- und Schussfäden auf wie Leinwand, wobei jeder Kettfaden (Abb. rot) abwechselnd über und unter einem Schussfaden (weiß) zu liegen kommt. Der Bindungsrapport (schwarz) umfasst zwei Kett- sowie zwei Schussfäden.
Gewebe mit Leinwandbindung zeigen auf der rechten (oberen) und linken (unteren) Warenseite das gleiche Warenbild, d. h., sie sind bindungsgleich. Zudem sind sie gleichseitig, d. h. die Bindung weist gleich viele Ketthebungen und ‑senkungen auf.
Je nach verwendeter Faser- und/oder Garnart sowie nach Fadendichte (= Anzahl der Kett- und Schussfäden pro Längeneinheit) zeichnen sich leinwandbindige Gewebe durch eine hohe Schiebe- und Scheuerbeständigkeit aus; im Gegenzug sind sie schlecht drapierbar (s. a. Faltenwurf).

## Varianten
Von der Leinwandbindung existieren folgende Ableitungen:

### Ripsbindungen

Patrone für einen Längsrips

Patrone für einen Querrips
(Farblegende s.o.)

Gewebe mit Ripsbindungen sind gekennzeichnet durch „Rips“ (dt. Sg. = Pl.) bzw. eingedeutscht „Rippen“ (engl. Sg.  rip, Pl. rips).
Der Querrips hat eine hohe Kettdichte, wobei die Kettfäden zwei oder mehr Schussfäden überdecken. Man nennt den Querrips auch Kettrips, da die meist feinen Kettfäden das Oberflächenbild auf der rechten und der linken Warenseite bestimmen.
Der Längs- oder Schussrips ist sozusagen das Gegenteil des Querrips: die Schussfäden überdecken zwei oder mehr gleichbindende Kettfäden. Durch die beim Weben benötigte hohe Schussdichte sinkt die Produktivität, weshalb man Längsrips seltener herstellt. Aussehen und Eigenschaften des Gewebes hängen hauptsächlich vom Schuss ab.

### Panamabindungen

Patrone für eine Panamabindung

Die Panamabindung zeigt ein würfelartiges Warenbild (vgl. Natté), welches durch zwei oder mehr nebeneinander gleichbindende Kettfäden entsteht, die zwei oder mehr ins selbe Fach eingetragene Schussfäden überdecken.